# Lasse, Pyrénées-Atlantiques
Lasse (baskiska: Lasa) är en kommun i departementet Pyrénées-Atlantiques i regionen Nouvelle-Aquitaine i sydvästra Frankrike. Kommunen ligger i kantonen Saint-Étienne-de-Baïgorry som tillhör arrondissementet Bayonne. År 2022 hade Lasse 337 invånare.

## Befolkningsutveckling
Antalet invånare i kommunen Lasse
| Referens: INSEE |